# Judi Bowker
Judi Bowker (* 6. April 1954 in Shawford, Grafschaft Hampshire) ist eine britische Schauspielerin in Theater, Film und Fernsehen. Bekannt wurde sie vor allem durch Rollen in Kinofilmen der 1970er und 1980er Jahre wie Bruder Sonne, Schwester Mond, Verlorene Liebe, Kampf der Titanen oder Die Letzte Jagd. Popularität erlangte sie durch die Rolle der Vicky Gordon in 26 Episoden der Fernsehserie Black Beauty.

## Leben und Karriere
Judi Bowker wurde 1954 in der Grafschaft Hampshire geboren. Ihr Schauspieldebüt erfolgte 1972 im Alter von 18 Jahren in Bruder Sonne, Schwester Mond von Franco Zeffirelli. In den Jahren 1972 bis 1973 verkörperte sie Vicky Gordon in der populären britischen Fernsehserie Black Beauty. 1981 spielte sie unter der Regie von Desmond Davis in dem Fantasy-Abenteuerfilm Kampf der Titanen den Part der Andromeda an der Seite von Schauspielkollege Harry Hamlin. Judi Bowker ist eine ausgebildete Ballerina.
Neben ihren Rollen in Film und Fernsehen ist sie überwiegend als Theaterschauspielerin tätig.

## Filmografie

### Kino
- 1972: Bruder Sonne, Schwester Mond (Fratello Sole, sorella Luna)
- 1978: Verlorene Liebe (East of Elephant Rock)
- 1981: Kampf der Titanen (Clash of the Titans)
- 1985: Die Letzte Jagd (The Shooting Party)
- 2011: 10 Arenas of Marwood
- 2014: Tales of Albion
- 2016: Feast of Varanasi

### Fernsehen
- 1972–1973: Black Beauty (Fernsehserie)
- 1973: Dr. Jekyll & Mr. Hyde (Fernsehserie)
- 1974: South Riding (Fernsehserie)
- 1975: In These House Of Brede (Fernsehfilm)
- 1976: The Glittering Prizes (Fernsehserie)
- 1976: Das Bildnis des Dorian Gray (Fernsehfilm)
- 1977: Count Dracula (Fernsehfilm)
- 1979: Tales Of The Unexpected (Fernsehserie)
- 1981: Wilfred And Eileen (Fernsehfilm)
- 1984: Ellis Island (Fernsehserie)
- 1985: Anna Karenina (Fernsehfilm)
- 1986: Worlds Beyond (Episode: The Haunted Garden)
- 1986: Sins (Fernsehserie)
- 1988: Menace Unseen (Fernsehminiserie)
- 1994: Kurtulus (Fernsehminiserie)
- 2003: The Bill (Fernsehserie)

## Theater
- 1976: The Rivals
- 1976: The Prince of Homburg
- 1986: The Women
- 1990: Flare Path
- 1991: Here Come the Clowns
- 1994: The Miracle Worker
- 1995: Bel-Ami
- 1998: Hedda Gabbler
- 2001: Sherlock Holmes and the Hound of the Baskervilles